# Bouillé-Ménard
Bouillé-Ménard település Franciaországban, Maine-et-Loire megyében. Lakosainak száma 775 fő (2022. január 1.). Bouillé-Ménard La Boissière, Bourg-l’Évêque, Segré-en-Anjou Bleu és Ombrée d’Anjou községekkel határos.

## Népesség
A település népességének változása:
| Lakosok száma | 891  | 733  | 719  | 717  | 732  | 741  | 750  | 751  | 755  | 775  |
|               | 1968 | 1982 | 1990 | 2006 | 2013 | 2015 | 2017 | 2019 | 2020 | 2022 |